# Campeonato Mundial de Pentatlón Moderno de 2014
El LIV Campeonato Mundial de Pentatlón Moderno se celebró en Varsovia (Polonia) entre el 1 y el 7 de septiembre de 2014 bajo la organización de la Unión Internacional de Pentatlón Moderno (UIPM) y la Federación Polaca de Pentatlón Moderno.
Las competiciones se realizaron en las instalaciones de la Universidad de Educación Física Józef Piłsudski de la capital polaca.

## Concurso masculino

### Individual
| Puesto | Atleta         | País            | ESG | NAT | HÍP | COM | Total |
| ------ | -------------- | --------------- | --- | --- | --- | --- | ----- |
| Oro    | Alexandr Lesun | Rusia           | 262 | 343 | 300 | 629 | 1534  |
| Plata  | Amro Elgueziri | Egipto          | 256 | 364 | 300 | 600 | 1520  |
| Bronce | Jan Kuf        | República Checa | 232 | 339 | 299 | 643 | 1513  |

### Equipos
| Puesto | País    | ESG | NAT  | HÍP | COM  | Total |
| ------ | ------- | --- | ---- | --- | ---- | ----- |
| Oro    | Hungría | 588 | 1056 | 893 | 1925 | 4462  |
| Plata  | Francia | 600 | 992  | 799 | 1981 | 4372  |
| Bronce | China   | 606 | 1047 | 877 | 1823 | 4353  |

### Relevos
| Puesto | Atletas                            | País          | ESG | NAT | HÍP | COM | Total |
| ------ | ---------------------------------- | ------------- | --- | --- | --- | --- | ----- |
| Oro    | Valentin Belaud Valentin Prades    | Francia       | 229 | 367 | 300 | 682 | 1578  |
| Plata  | Raman Pinchuk Stanislau Zhurauliou | Bielorrusia   | 229 | 374 | 300 | 673 | 1576  |
| Bronce | Hwang Woo-Jin Lee Woo-Jin          | Corea del Sur | 222 | 377 | 300 | 672 | 1571  |

## Concurso femenino

### Individual
| Puesto | Atleta          | País        | ESG | NAT | HÍP | COM | Total |
| ------ | --------------- | ----------- | --- | --- | --- | --- | ----- |
| Oro    | Samantha Murray | Reino Unido | 208 | 329 | 294 | 580 | 1411  |
| Plata  | Chen Qian       | China       | 232 | 297 | 300 | 574 | 1403  |
| Bronce | Liang Wanxia    | China       | 220 | 293 | 300 | 571 | 1384  |

### Equipos
| Puesto | País        | ESG | NAT | HÍP | COM  | Total |
| ------ | ----------- | --- | --- | --- | ---- | ----- |
| Oro    | China       | 606 | 879 | 883 | 1693 | 4061  |
| Plata  | Reino Unido | 576 | 901 | 873 | 1696 | 4046  |
| Bronce | Bielorrusia | 672 | 819 | 888 | 1651 | 4030  |

### Relevos
| Puesto | Atletas                               | País        | ESG | NAT | HÍP | COM | Total |
| ------ | ------------------------------------- | ----------- | --- | --- | --- | --- | ----- |
| Oro    | Chen Qiang Liang Wanxia               | China       | 234 | 330 | 300 | 590 | 1454  |
| Plata  | Katsiaryna Arol Anastasiya Prokopenko | Bielorrusia | 242 | 319 | 293 | 587 | 1441  |
| Bronce | Lavinia Bonessio Camilla Lontano      | Italia      | 232 | 320 | 300 | 570 | 1424  |

## Relevo mixto
| Puesto | Atletas                              | País        | ESG | NAT | HÍP | COM | Total |
| ------ | ------------------------------------ | ----------- | --- | --- | --- | --- | ----- |
| Oro    | Justinas Kinderis Laura Asadauskaitė | Lituania    | 256 | 347 | 286 | 629 | 1518  |
| Plata  | Joseph Evans Kate French             | Reino Unido | 250 | 357 | 300 | 608 | 1515  |
| Bronce | Szymon Staśkiewicz Oktawia Nowacka   | Polonia     | 238 | 348 | 279 | 625 | 1504  |

## Medallero
| Núm. | País            | Oro | Plata | Bronce | Total |
| ---- | --------------- | --- | ----- | ------ | ----- |
| 1    | China           | 2   | 1     | 2      | 5     |
| 2    | Reino Unido     | 1   | 2     | 0      | 3     |
| 3    | Francia         | 1   | 1     | 0      | 2     |
| 4    | Hungría         | 1   | 0     | 0      | 1     |
| 4    | Lituania        | 1   | 0     | 0      | 1     |
| 4    | Rusia           | 1   | 0     | 0      | 1     |
| 7    | Bielorrusia     | 0   | 2     | 1      | 3     |
| 8    | Egipto          | 0   | 1     | 0      | 1     |
| 9    | Corea del Sur   | 0   | 0     | 1      | 1     |
| 9    | Italia          | 0   | 0     | 1      | 1     |
| 9    | Polonia         | 0   | 0     | 1      | 1     |
| 9    | República Checa | 0   | 0     | 1      | 1     |
|      | TOTAL           | 7   | 7     | 7      | 21    |